# Konzertante Aufführung
Als konzertante Aufführung bezeichnet man die Aufführung eines Musiktheaterwerkes „in Form eines Konzerts“, d. h. ohne Bühnenbild und ohne Kostüme, zumeist auch ohne szenische Interaktion der Sänger.
Konzertante Aufführungen finden einerseits in Konzerthäusern ohne Theaterbühne statt, werden aber auch in Opernhäusern gezeigt, wenn die Ressourcen für eine szenische Produktion nicht ausreichen, zumal wenn ein Werk nach einer besonders aufwändigen Inszenierung verlangt. Auch wenn die szenische Wirkung einer Repertoire-Rarität für gering, die Musik aber für aufführungswert gehalten wird, greifen Opernhäuser auf konzertante Aufführungen zurück. Bei Aufführungen in Opernhäusern spielt das Orchester dann im Regelfall nicht im Orchestergraben, sondern ist auf der Bühne aufgestellt. Der Chor steht dahinter, die Solisten – meistens in normaler Abendgarderobe – davor. Häufig singen Chor und Solisten aus Noten.
Seit 1960 werden bei den Salzburger Festspielen regelmäßig Opern konzertant aufgeführt, zusätzlich zu den szenischen Produktionen, seit den 1980er Jahren zumeist zwei Werke pro Saison. Im Theater an der Wien stellen seit 2006 konzertante Aufführungen einen erheblichen Anteil des Spielplans dar, insbesondere selten szenisch umgesetzte Barockopern werden dort dargeboten.

## Halbszenische Aufführung
Eine halbszenische Aufführung ist eine reduzierte Form einer Inszenierung, die sich zwischen einer konzertanten Darbietung (ohne Bühnenbild und ohne Kostüme) und einer vollständig szenischen Produktion bewegt. Bei dieser Art der Aufführung wird auf einen Teil der Bühnenausstattung und Inszenierung verzichtet. Das Orchester befindet sich in der Regel auf der Bühne, davor singen und tanzen die meist kostümierten Darsteller auf einer kleineren Fläche.
Beispiele halbszenischer Aufführungen sind die Opern-Aufführung von Elektra im Jahr 2016 am Theater Osnabrück, die Operette Schön ist die Welt an der Bayerischen Staatsoper im Jahr 2021 und das Musical Elisabeth in der Schönbrunn-Version von 2024/2025. Halbszenische Aufführungen können auch als Schlechtwettervariante zum Einsatz kommen. So werden an den Bregenzer Festspielen bei Regen Aufführungen auf der Seebühne ins Festspielhaus verlegt.

## Urheberrecht
Im deutschen und österreichischen Urheberrecht zählen nicht bühnenmäßige Aufführungen zum sogenannten „kleinen Recht“. Im Gegensatz zu bühnenmäßigen Aufführungen, für die nach dem „großen Recht“ die Aufführungsrechte vom Urheber individuell wahrgenommen werden, werden die Rechte nach „kleinem Recht“ von Verwertungsgesellschaften wie der GEMA wahrgenommen.